# 熊本県道267号西の園中里線
熊本県道267号西の園中里線（くまもとけんどう267ごう にしのそのなかざとせん）は、熊本県球磨郡水上村から球磨郡湯前町に至る一般県道である。

## 概要

### 路線データ
- 起点：熊本県球磨郡水上村大字岩野（熊本県道33号人吉水上線交点）
- 終点：熊本県球磨郡湯前町中里（国道219号交点）

## 地理

### 通過する自治体
- 球磨郡水上村
- 球磨郡湯前町

### 交差する道路
| 交差する道路           | 市町村名 | 市町村名 | 交差する場所 | 交差する場所 |
| ---------------------- | -------- | -------- | ------------ | ------------ |
| 熊本県道33号人吉水上線 | 球磨郡   | 水上村   | 大字岩野     | 起点         |
| 国道219号              | 球磨郡   | 湯前町   | 中里         | 終点         |

### 沿線
- 球磨川